# Prodotes
Prodotes är ett släkte av skalbaggar. Prodotes ingår i familjen vivlar.
Kladogram enligt Catalogue of Life:
| Prodotes | \| \| Prodotes cionoides \| \| \| \| \| \| Prodotes gibbicollis \| \| \| \| |
|          | \| \| Prodotes cionoides \| \| \| \| \| \| Prodotes gibbicollis \| \| \| \| |
|          | Prodotes cionoides                                                          |
|          |                                                                             |
|          | Prodotes gibbicollis                                                        |
|          |                                                                             |